# Kevin Moore

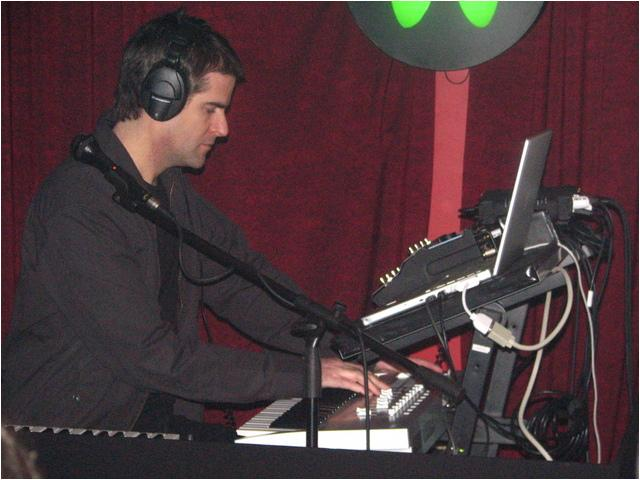
Kevin Moore 2007 in Istanbul

Kevin Moore (* 26. Mai 1967 auf Long Island, New York) ist ein US-amerikanischer Keyboarder und Komponist.

## Biografie

### Dream Theater
Moore begann seine Karriere im Jahr 1986 mit dem Gitarristen John Petrucci, dem Bassisten John Myung und dem Sänger Chris Collins in der Band Majesty, welche später in Dream Theater umbenannt wurde. Nach drei Studioalben verließ Moore Dream Theater im Jahr 1994, um andere musikalische Projekte in Angriff zu nehmen und in Santa Fe, New Mexico ein eigenes Album zu produzieren. Wie der Schlagzeuger von Dream Theater, Mike Portnoy, sagte, hatte Moore zuvor immer mehr Abstand zu den anderen Bandmitgliedern genommen, privat wie auch musikalisch.

### Soloprojekte
Nachdem Moore ein Demo aufgenommen hatte, kam 1998 unter dem Namen Chroma Key sein melancholisches Synthie-Pop-Album Dead Air For Radios auf den Markt. Bei der Aufnahme wurde er von Mark Zonder (Fates Warning) und Steve Tushar unterstützt.
Im Jahr 2000 zog Moore nach Los Angeles, wo er sein zweites Chroma-Key-Album, You Go Now produzierte. Neben Tushar war David Iscove (Gitarre) an dem Album beteiligt. Nach der Fertigstellung zog Moore nach Costa Rica, wo er für das Radio For Peace International arbeitete. Auszüge seiner Arbeiten für das Radio sind auf dem Album Memory Hole 1 erschienen.
Im Jahr 2003 schlug Jim Matheos, Gitarrist von Fates Warning, Moore eine musikalische Zusammenarbeit mit Schlagzeuger Mike Portnoy und Bassist Sean Malone (Cynic) vor. Die daraus entstandene Band wurde OSI genannt. Ihr erstes Album hieß Office of Strategic Influence.
Im Jahr 2004 reiste Moore nach Istanbul, wo er die Musik zu dem Horrorfilm Okul komponierte, welche er als Album (Ghost Book) veröffentlichte. Darauf kam das Chroma-Key-Album Graveyard Mountain Home (als alternative Filmmusik für den Film Age 13 aus dem Jahr 1955) auf den Markt.
Im April 2006 veröffentlichte Moore mit Jim Matheos das zweite OSI-Album (Free) und im April 2009 das dritte OSI-Album (Blood). 2012 wurde das vierte OSI-Album (Fire Make Thunder) veröffentlicht.
Seit 2015 besitzt Moore einen Patreon-Account, um seine Arbeit durch Crowdfunding zu unterstützen.
Seit 2020 arbeitet Moore als Psychiater bei Trinity Health in Minot, North Dakota. Er erwarb seinen Doktor der Osteopathischen Medizin an der Des Moines University in Iowa und absolvierte seine Psychiatrieausbildung am Garnet Health Medical Center in Middletown, New York.

## Diskografie

### Mit Dream Theater
- When Dream and Day Unite (1989)
- Images and Words (1992)
- Another Day (Single, 1992)
- Pull Me Under (Promo-Single, 1992)
- Take the Time (Promo-Single, 1993)
- Live at the Marquee (1993)
- Images and Words: Live in Tokyo (1993)
- Awake (1994)
- Lie (Single, 1994)
- The Silent Man (Single, 1994)
- Greatest Hit (...and 21 Other Pretty Cool Songs) (2008)

### Mit Chroma Key
- Dead Air For Radios (1998)
- Colorblind (Single, 1999)
- You Go Now (2000)
- Graveyard Mountain Home (2004)
- Patreon Demos (2015–2017)

### Als Kevin Moore
- This is a Recording (1999)
- Memory Hole 1 (2004)
- Ghost Book (Musik zum Film Okul, 2004)
- Shine (Soundtrack zum Film Kucuk Kiyamet [“Little Apocalypse”], 2011)

### Mit OSI
- Office of Strategic Influence (2003)
- Free (2006)
- Re:free (EP, 2006)
- Blood (2009)
- Fire Make Thunder (2012)

### Als Gast bei Fates Warning
- Perfect Symmetry (1989)
- A Pleasant Shade of Gray (1997)
- Disconnected (2000)

## Belege
1. ↑  Offizielle Chroma-Key-Internetseite. In: chromakey.com. Archiviert vom Original am 27. Juli 2008; abgerufen am 4. November 2024 (englisch).
2. ↑  Chroma Key. In: Patreon. Abgerufen am 4. November 2024 (englisch).
3. ↑  Two new providers join Trinity Health in Minot. In: minotdailynews.com. 21. September 2020, abgerufen am 4. November 2024 (englisch).
4. ↑  Kevin Moore, DO. In: trinityhealth.org. Archiviert vom Original am 25. März 2023; abgerufen am 4. November 2024 (englisch).

| Personendaten    | Personendaten                              |
| ---------------- | ------------------------------------------ |
| NAME             | Moore, Kevin                               |
| KURZBESCHREIBUNG | US-amerikanischer Keyboarder und Komponist |
| GEBURTSDATUM     | 26. Mai 1967                               |
| GEBURTSORT       | Long Island, New York                      |